# پیز شوامبرایدا
پیز شوامبرایدا (به لاتین: Piz Schumbraida) یک کوه در سوئیس است که در کانتون گراوبوندن واقع شده‌است. پیز شوامبرایدا ۳٬۱۲۵ متر بالاتر از سطح دریا واقع شده‌است.